# Ro Ophiuchi
Ro Ophiuchi (ρ Oph) – gwiazda podwójna znajdująca się w gwiazdozbiorze Wężownika, w odległości około 394 lat świetlnych od Słońca. Jej wielkość gwiazdowa wynosi 4,57m, a jej wielkość absolutna -0,84m. Oba składniki należą do typu widmowego B2, jednak jeden z nich jest podolbrzymem, a drugi gwiazdą ciągu głównego (zob. diagram Hertzsprunga-Russella).